# Musée des Blindés de Parola
Pour les articles homonymes, voir Musée des blindés.
Le musée des Blindés de Parola, (finnois : Panssarimuseo) est un musée de musée militaire de véhicules blindés situé à 110 kilomètres au nord d'Helsinki à Parola (en), près de Hämeenlinna, en Finlande. Dans le roman La cavale du géomètre, de l'auteur finlandais Arto Paasilinna, une partie de l'action se déroule dans ce musée.

## Présentation
Il présente divers véhicules blindés, chars et d'armes antichar utilisées par les Forces armées finlandaises à travers son histoire. Un train blindé utilisé dans la Seconde Guerre mondiale y est également exposé.
À quelques kilomètres du musée  se trouve aussi la brigade blindée (en) finlandaise, centre d'entrainement spécialisé dans l'arme blindée et la défense antiaérienne.
Le musée a ouvert ses portes le 18 juin 1961 avec dix-neuf chars et douze armes anti-chars en exposition. 

Le dernier char des Forces armées finlandaises, le Leopard 2 A4 est également à l'affiche.

## Collection

### Chars légers

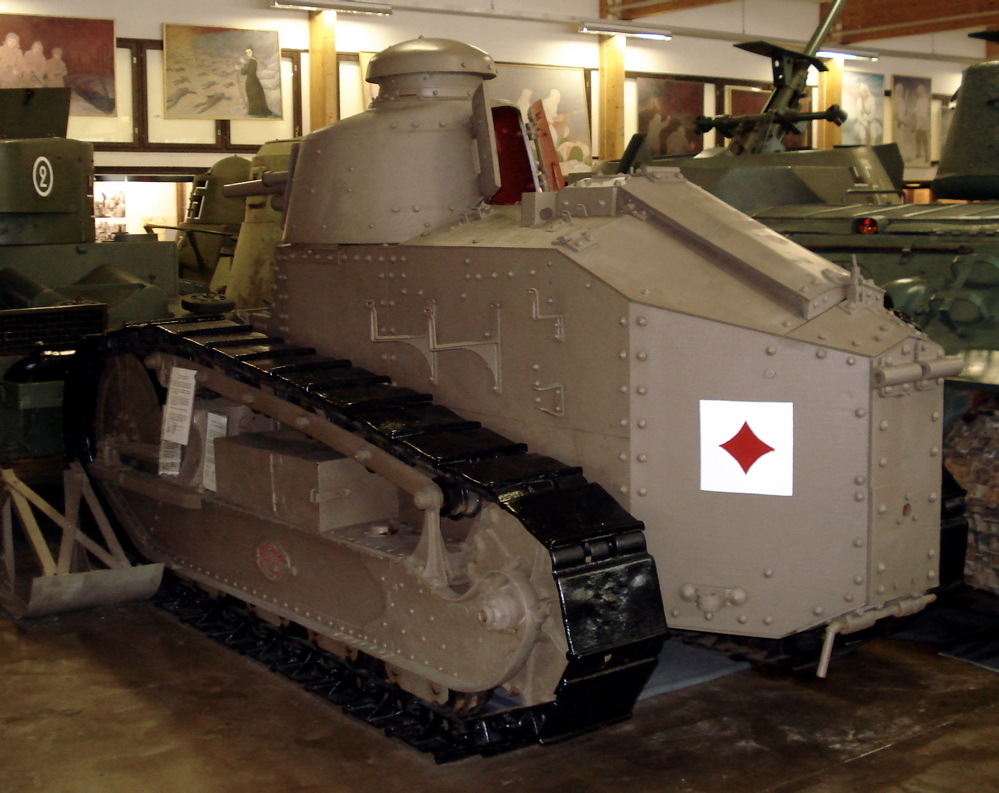
Automitrailleuse à chenilles Renault FT modèle 1917.
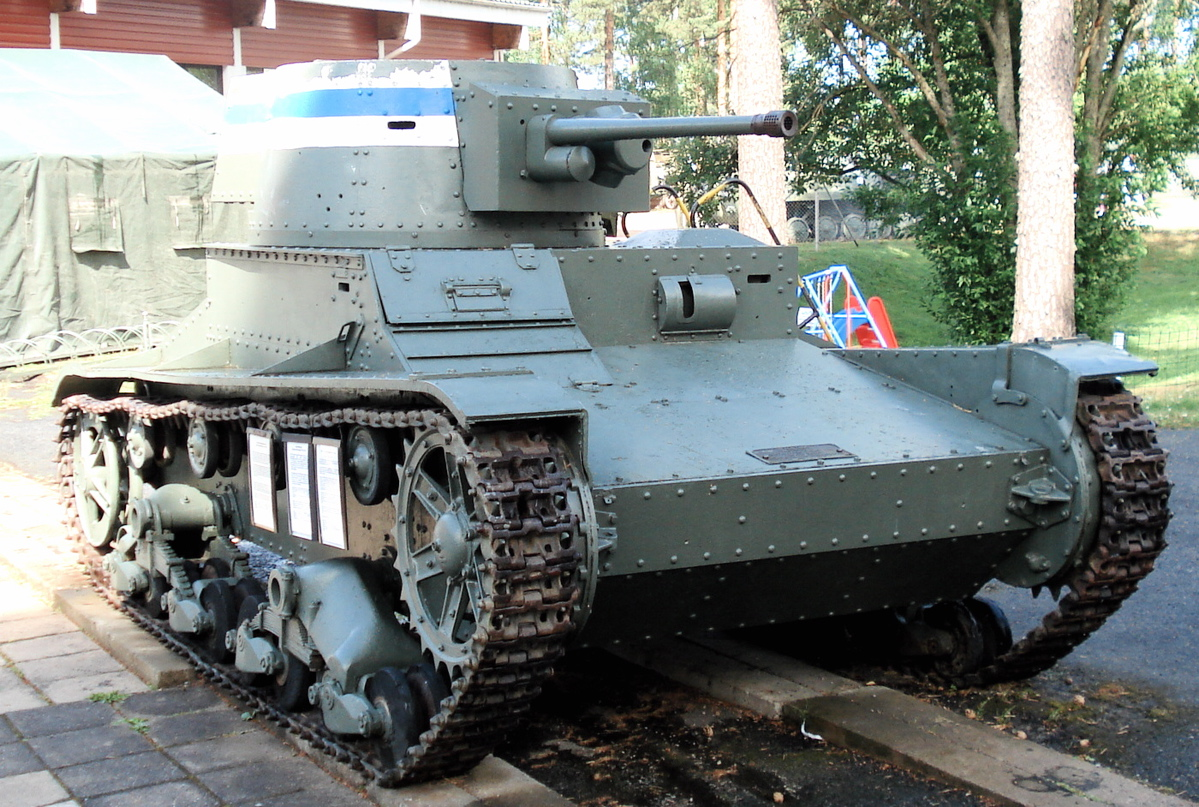
Char Vickers 6-ton finlandais avec un canon Bofors de 37 mm.
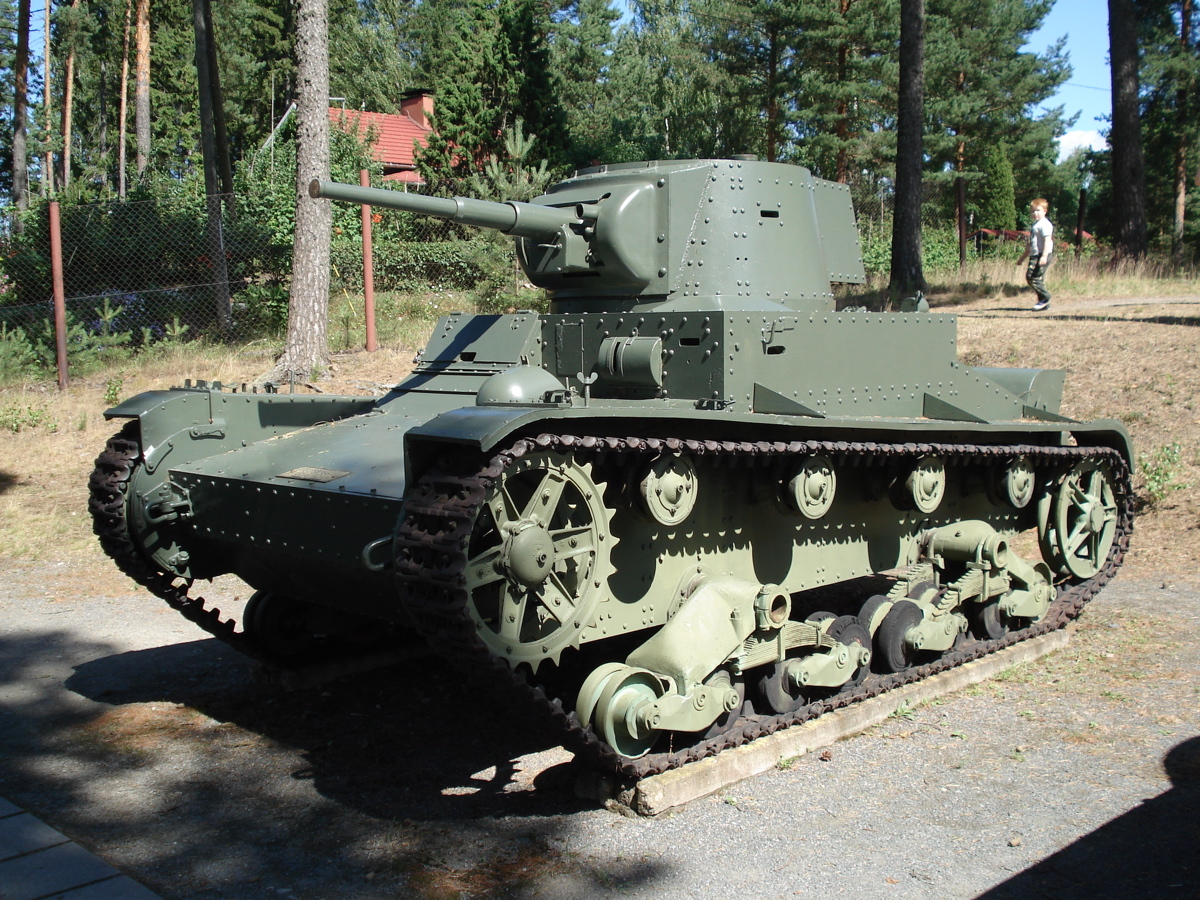
Char Vickers 6-ton finlandais (T-26E). Ce char a été réarmé avec un canon soviétique de 45 mm canon capturé dans une tourelle T-26 pendant la Seconde Guerre mondiale.
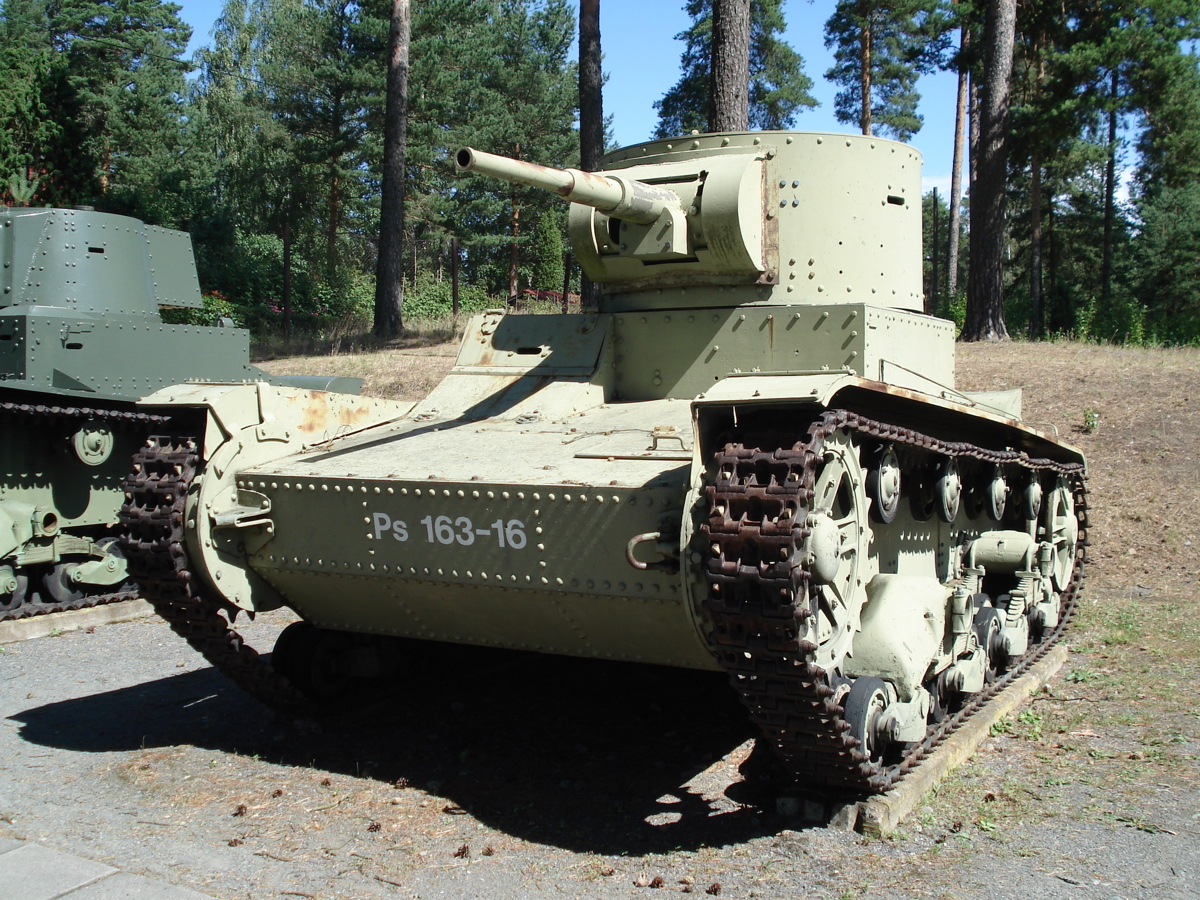
T-26, Ps.163-16.
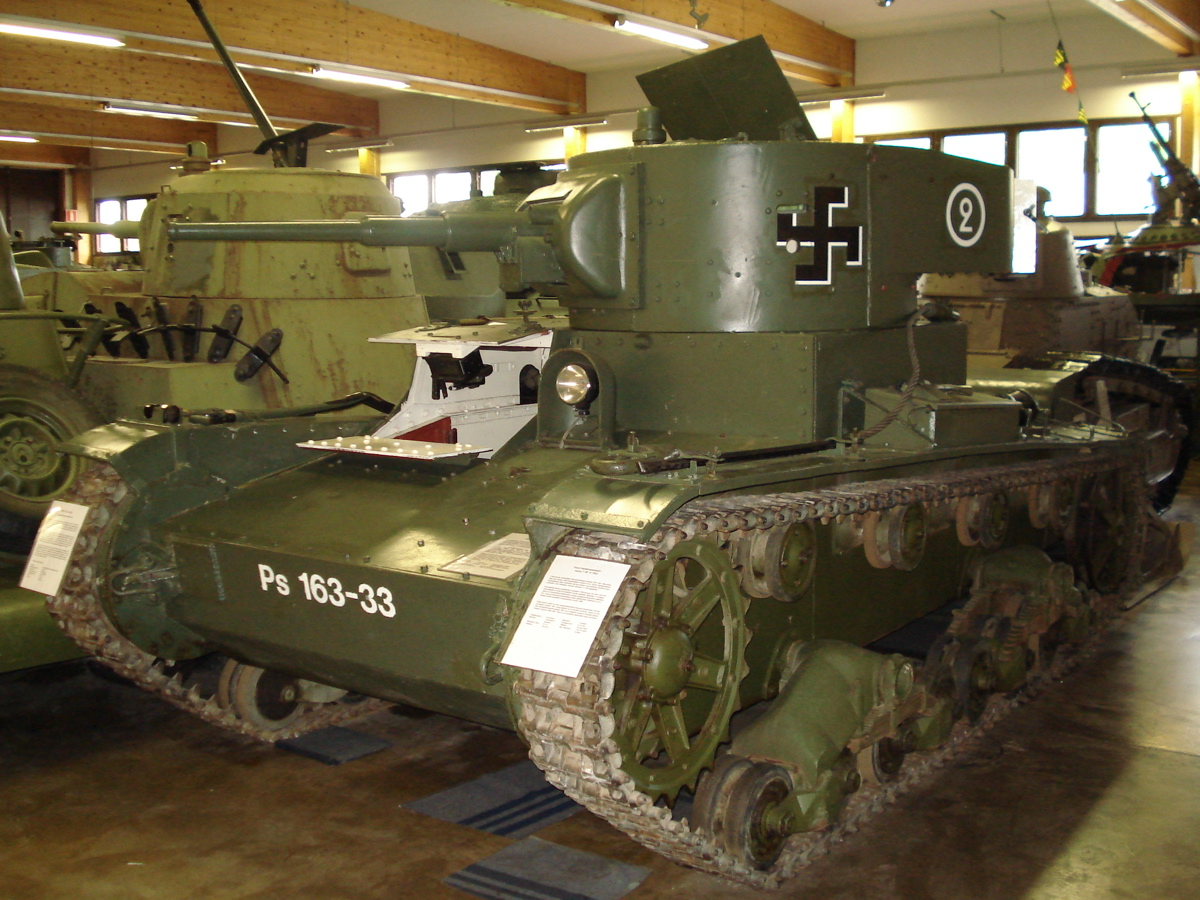
T-26, Ps.163-33.
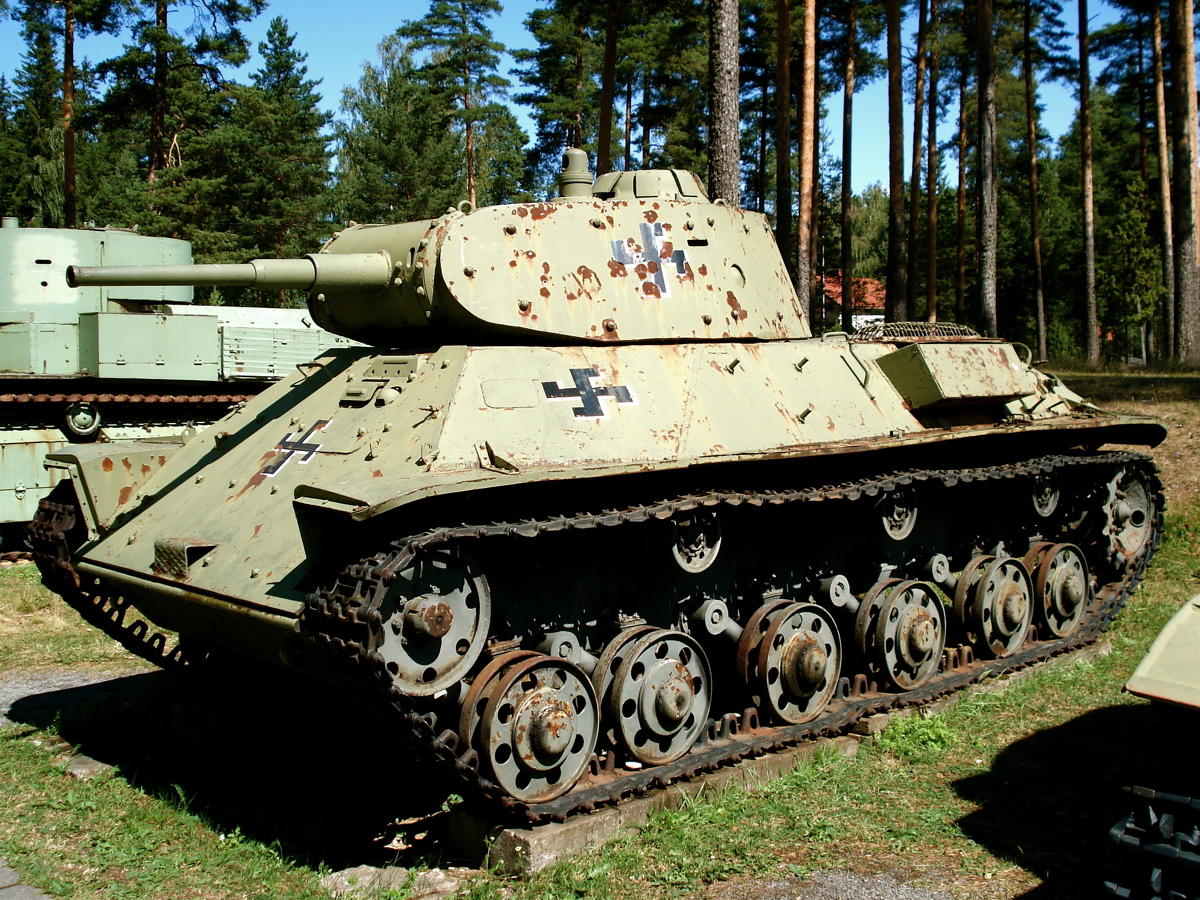
T-50 soviétique.
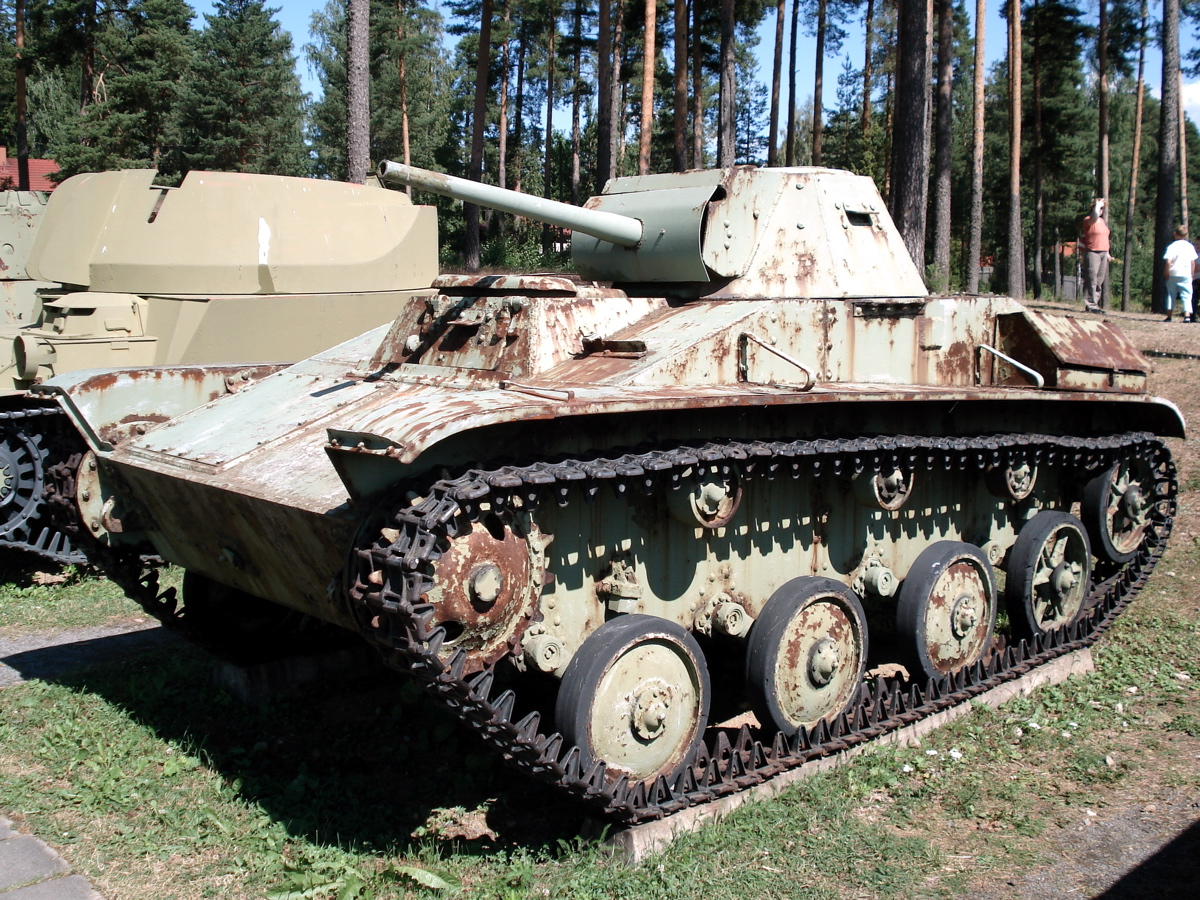
T-60 soviétique.
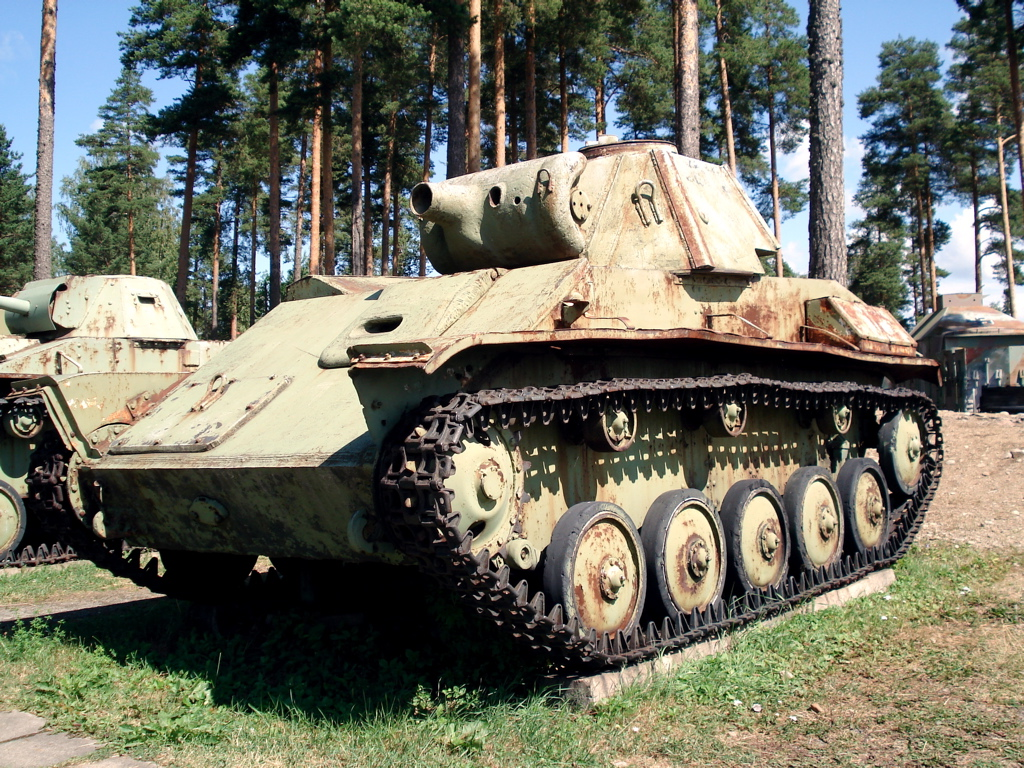
T-70 soviétique.

### Chars moyens

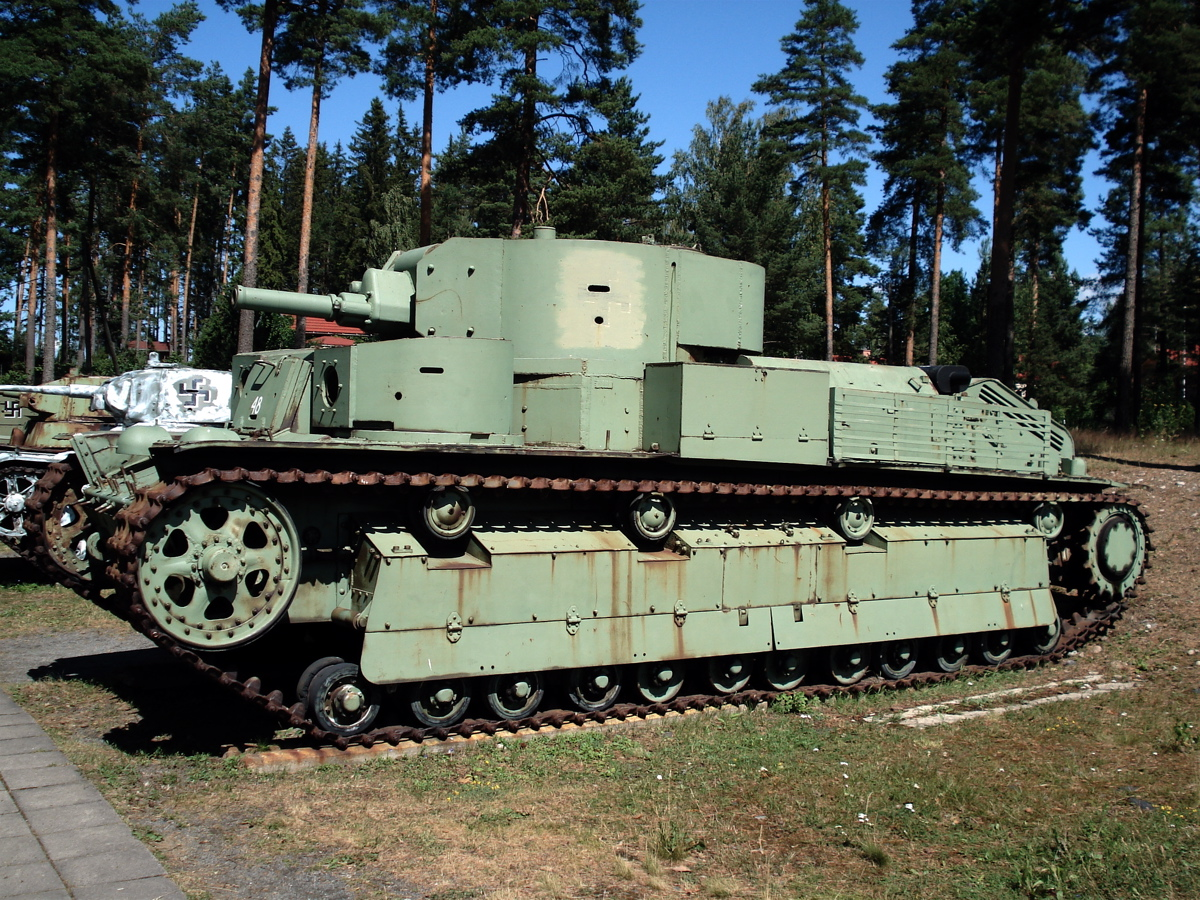
T-28 soviétique capturé par les Forces armées finlandaises.
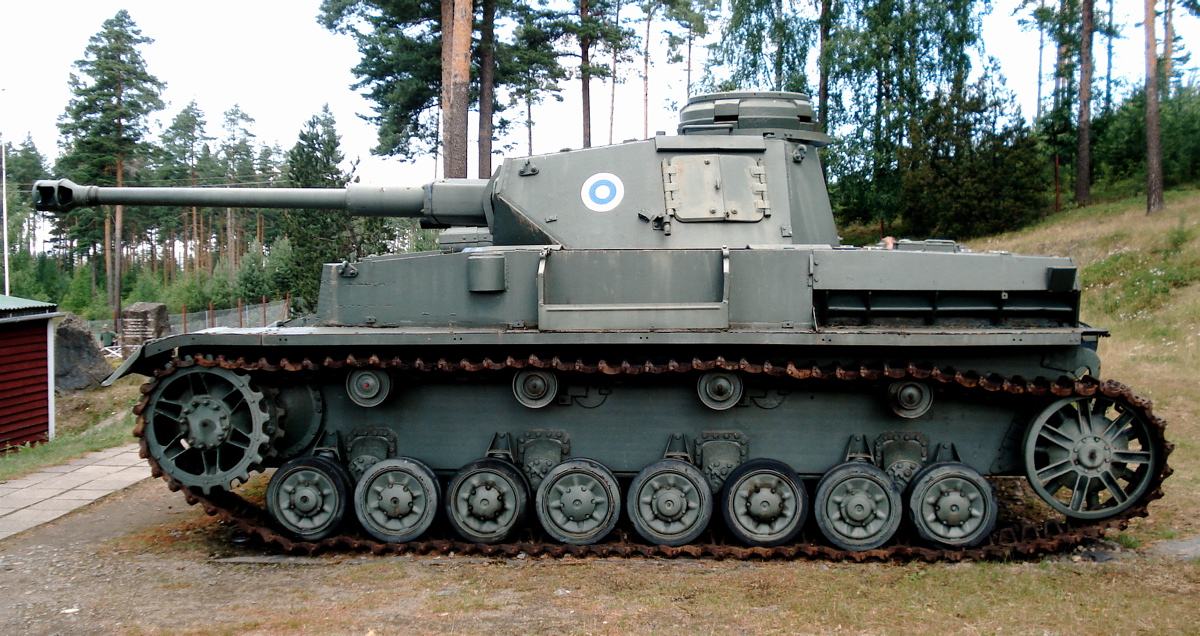
Panzerkampfwagen IV Ausf. J avec marquage finlandais de 1945-. Importé depuis l'Allemagne durant la Seconde Guerre mondiale.
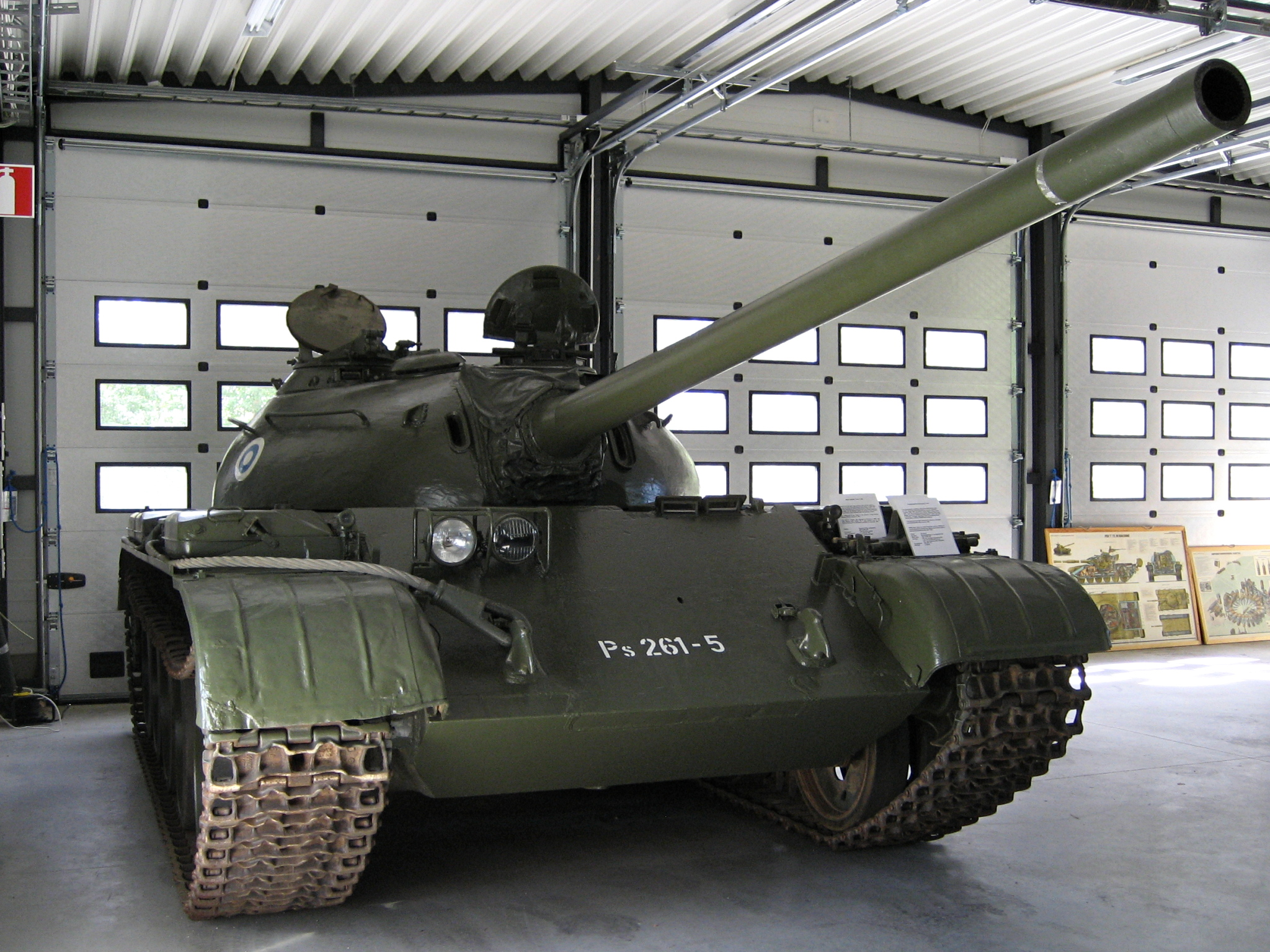
T-54 finlandais[1].

### Chars lourds

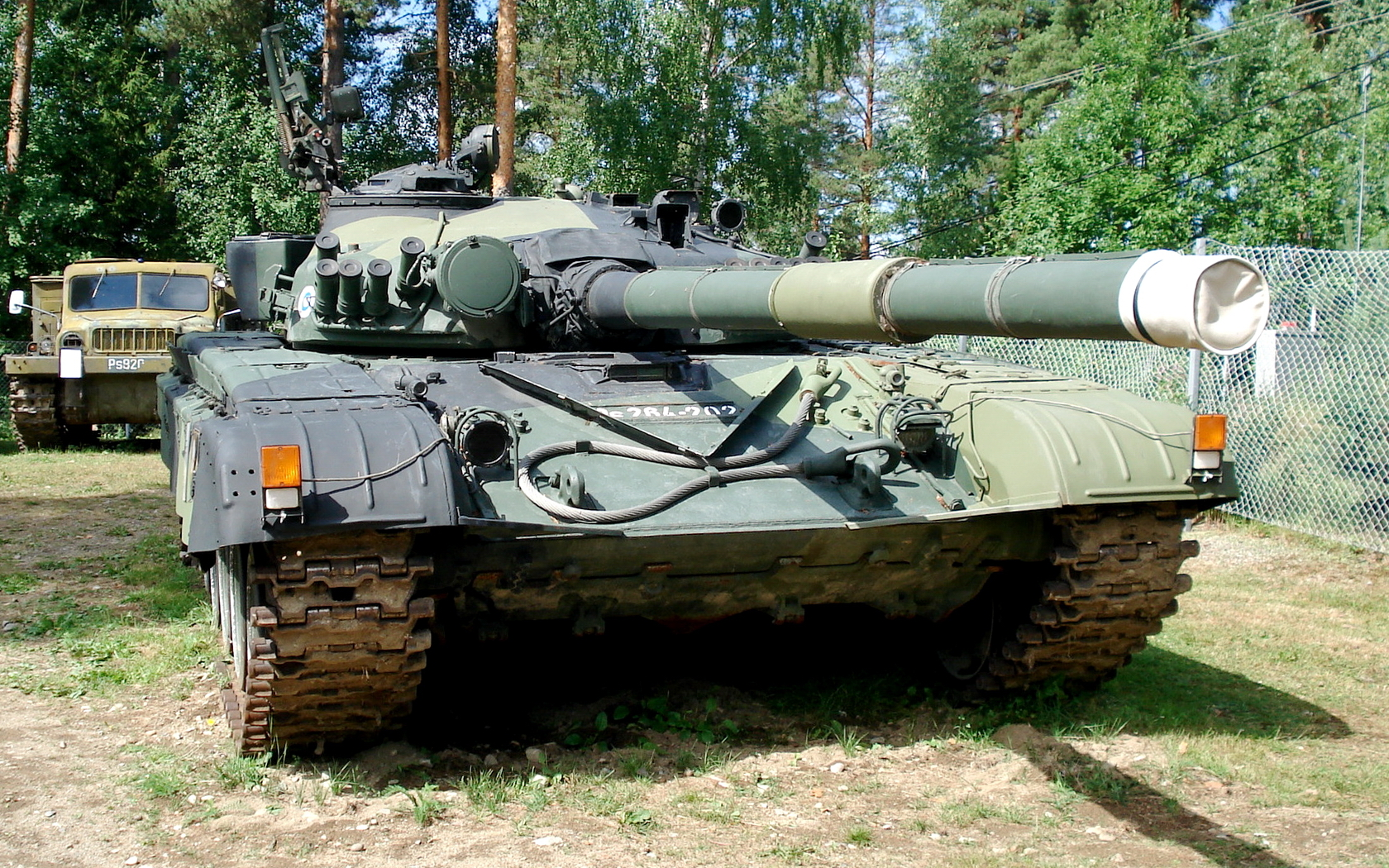
T-72-M1 finlandais, Ps 284-202.
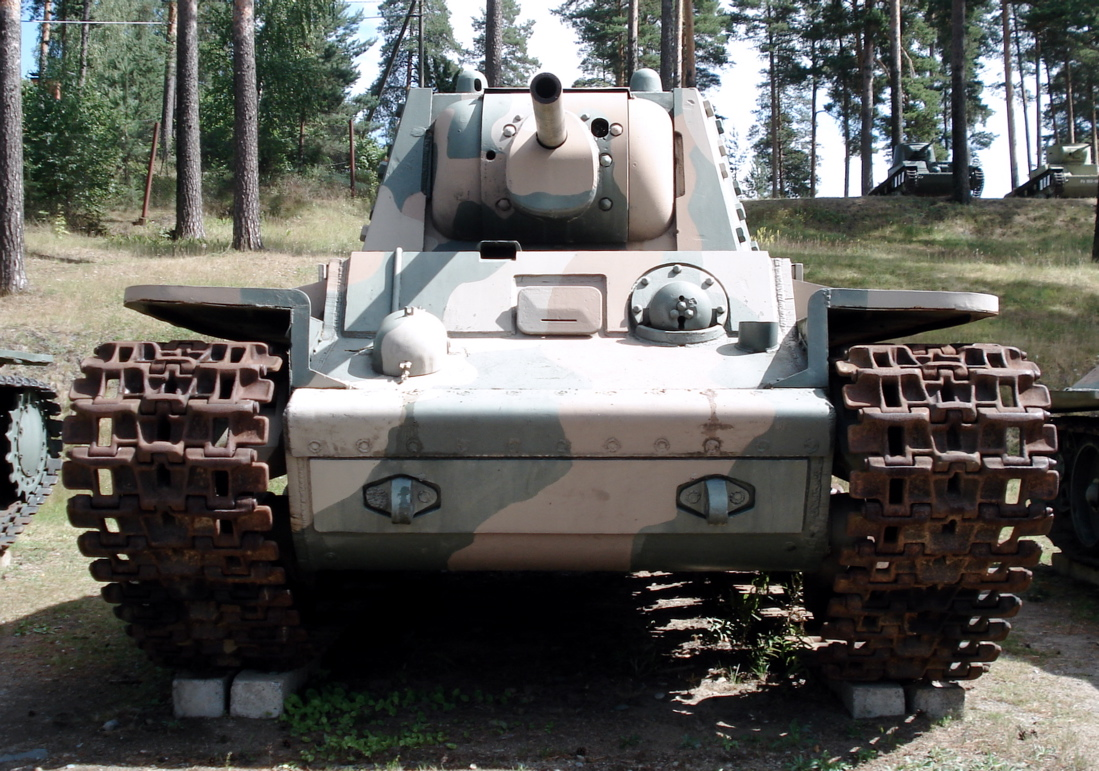
KV-1E finlandais.

### Chars spécialisés
- ZSU 57, char anti-aérien [2]

### Chars d'assaut

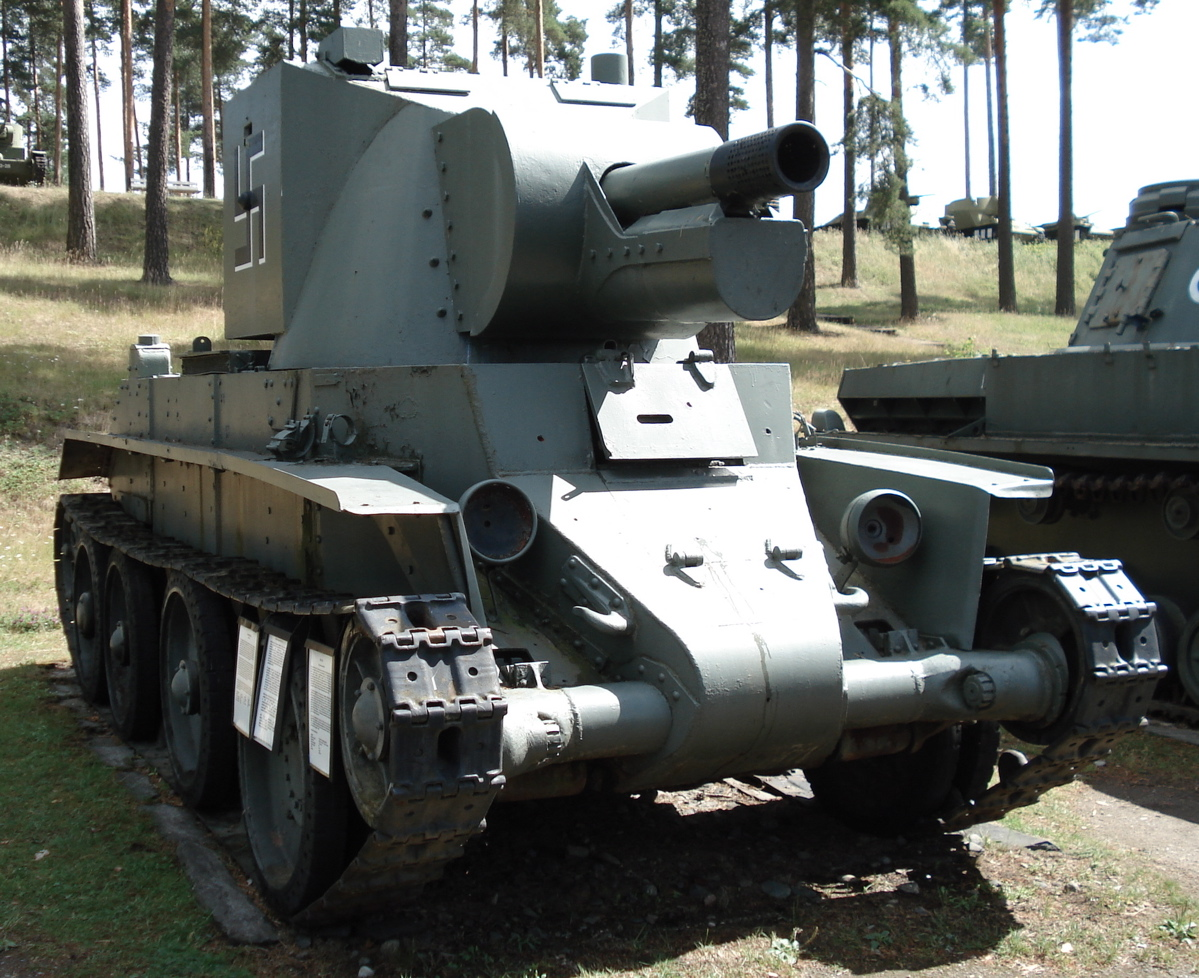
BT-42 finlandais, modification du BT-7 soviétique.
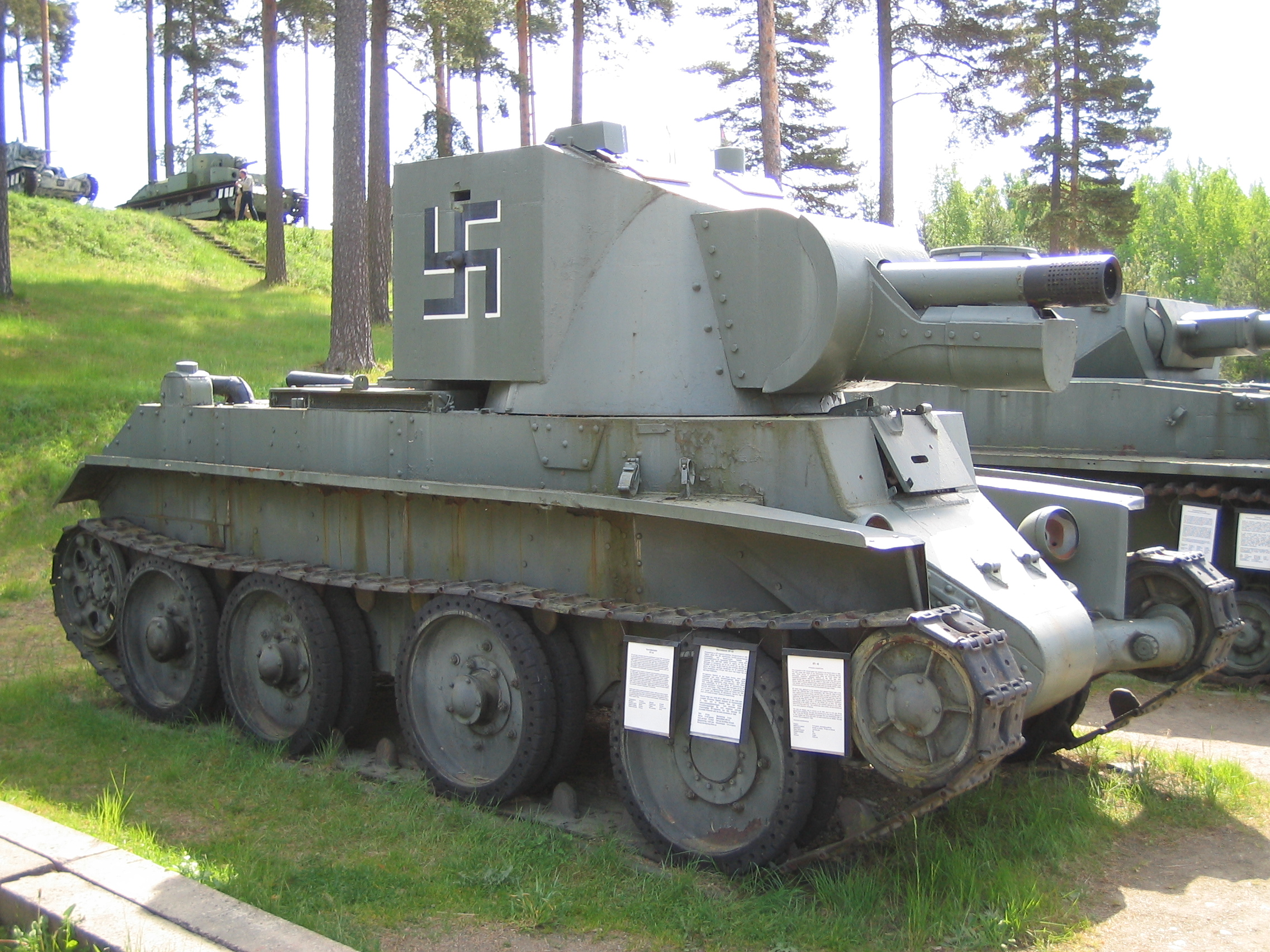
A BT-42 sous un autre angle.
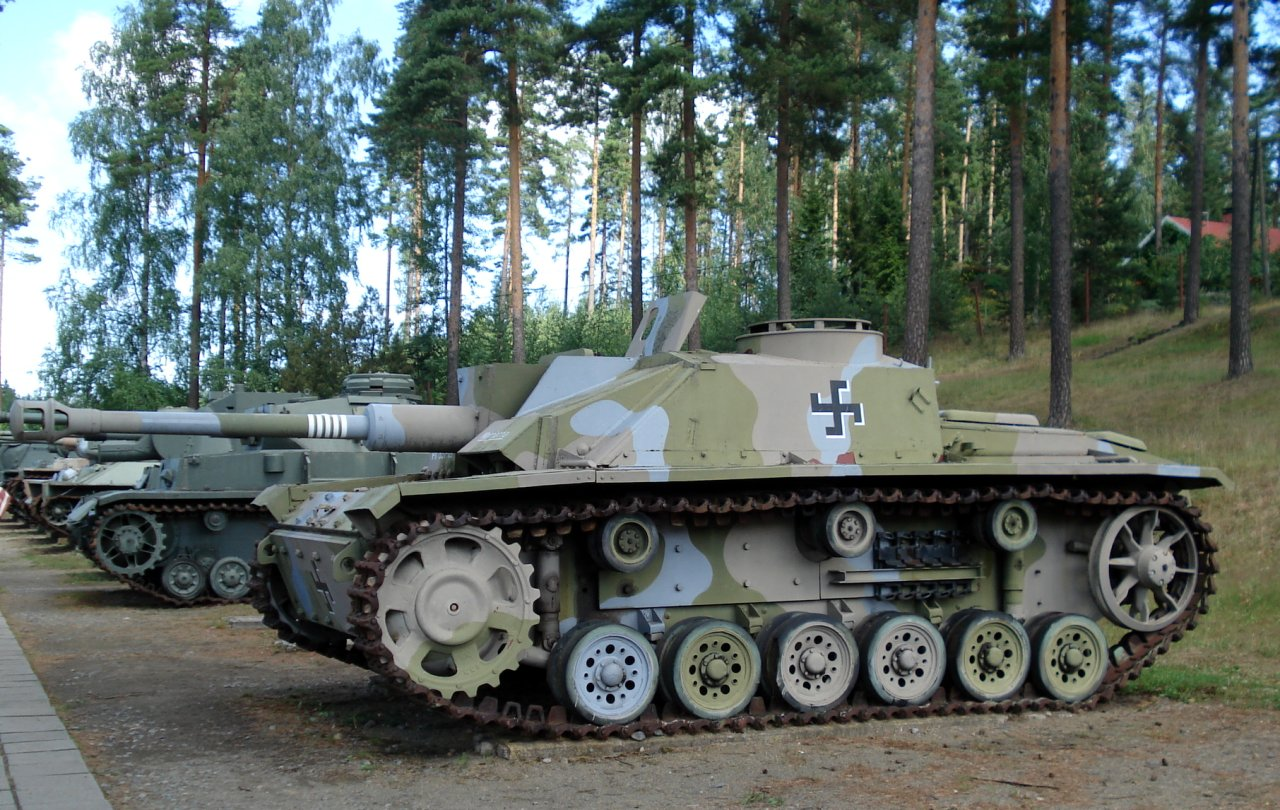
Sturmgeschütz III Ausf. G.

### Véhicules blindés

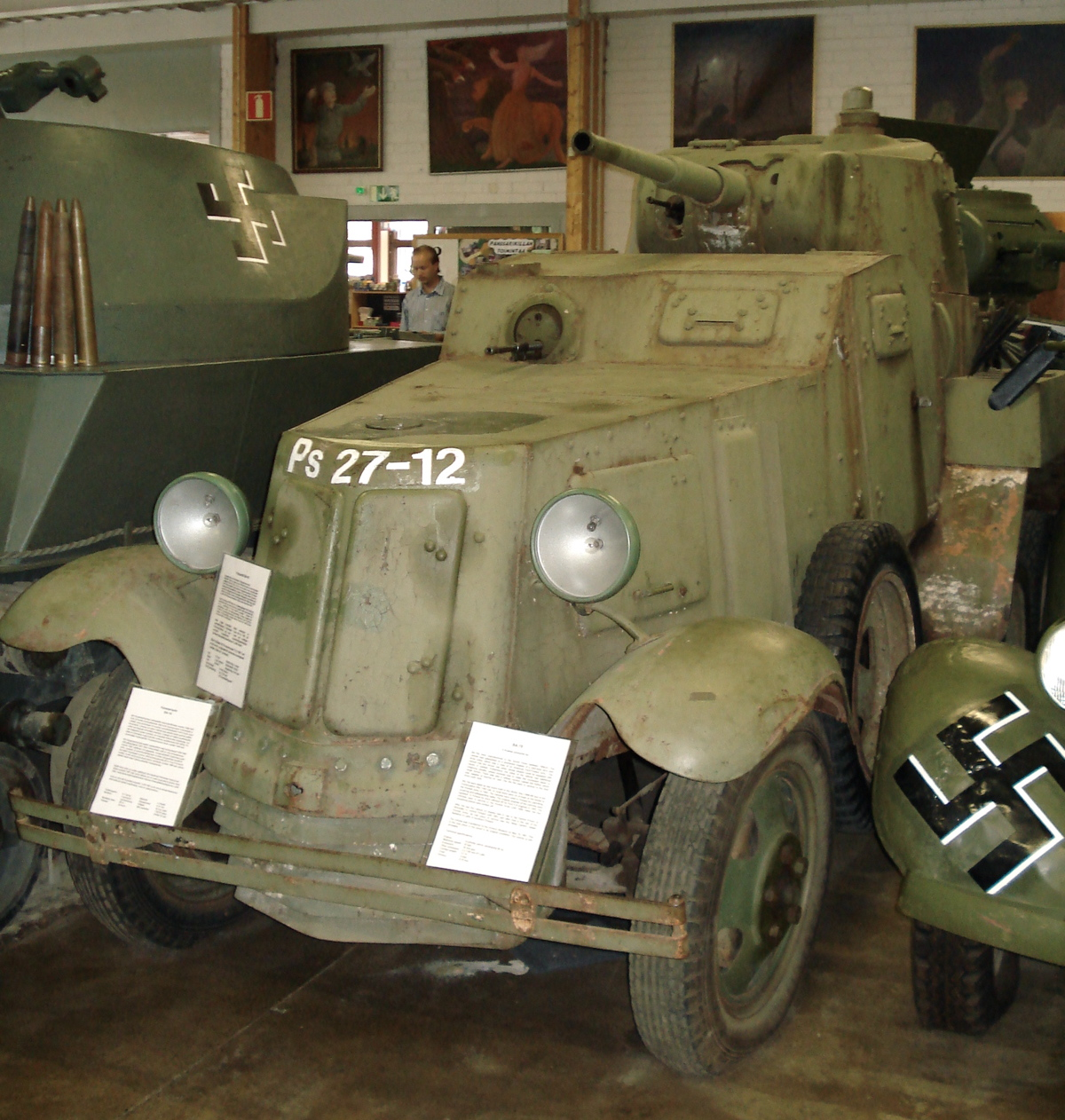
BA-10 soviétique capturé avec marquage finlandais, enregistré comme Ps.27-12.
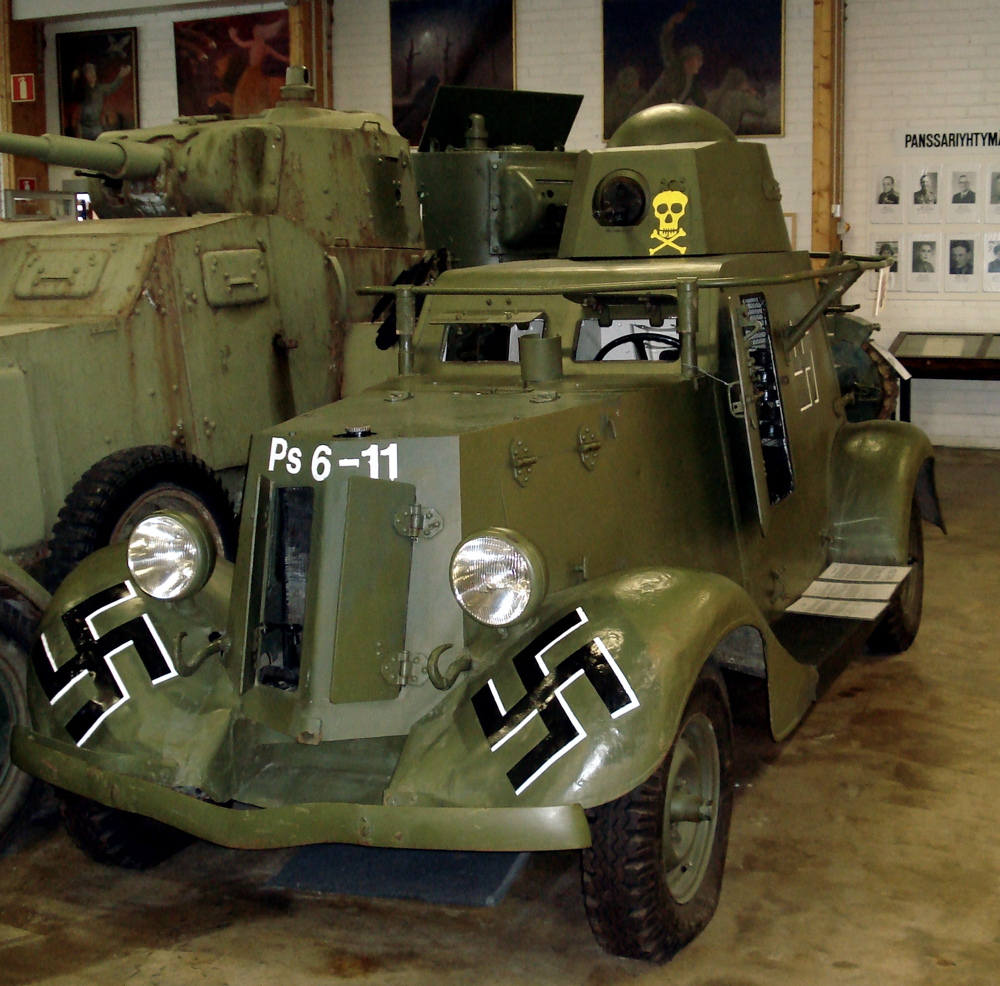
BA-20 soviétique capturé avec marquage finlandais, enregistré comme Ps.6-11.
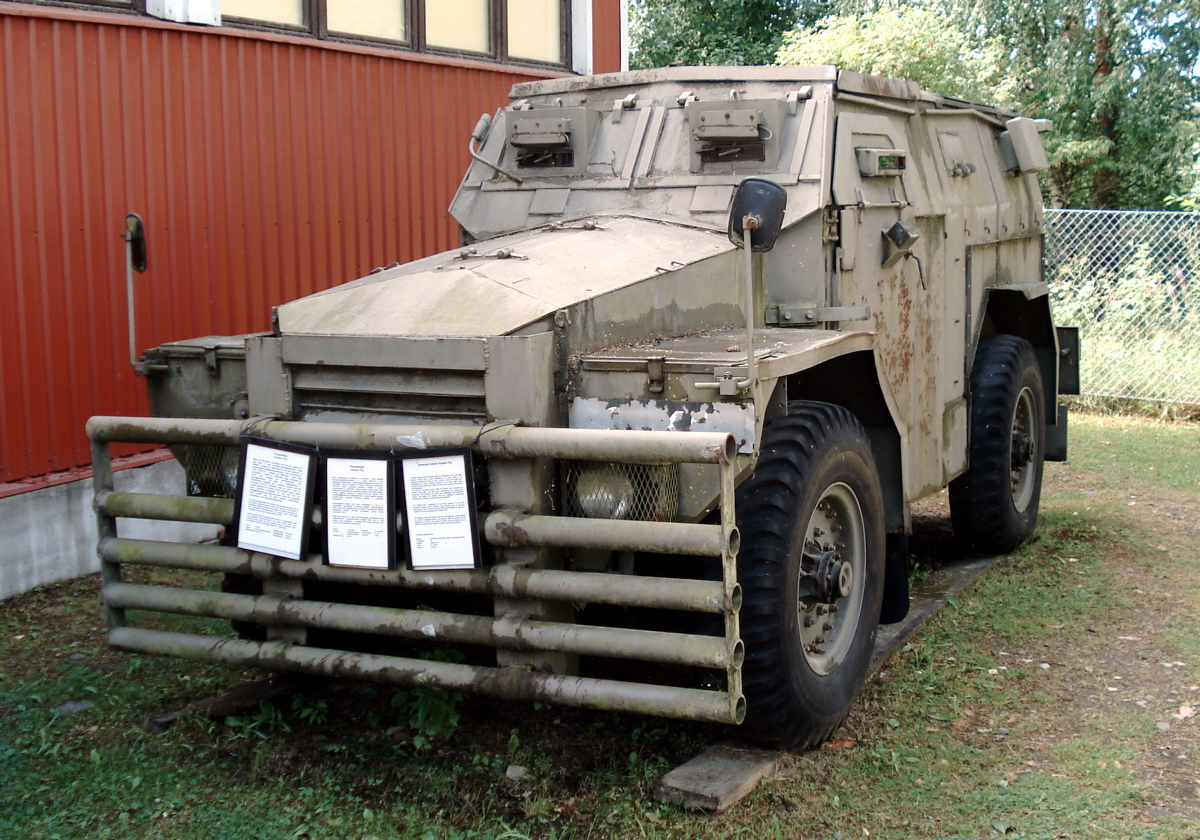
Humber Pig.

### Véhicule de combat d'infanterie

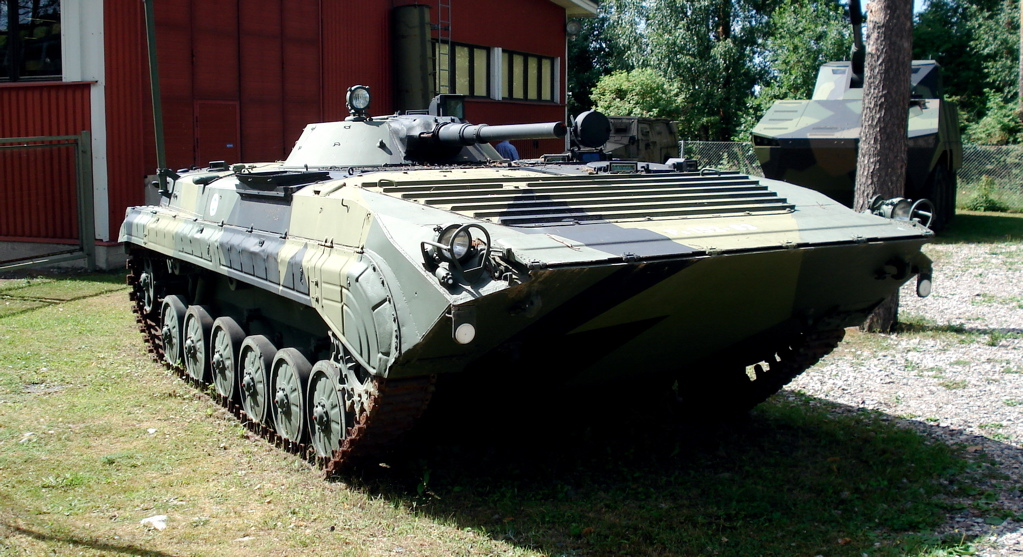
BMP-1 finlandais.

### Véhicules modernes

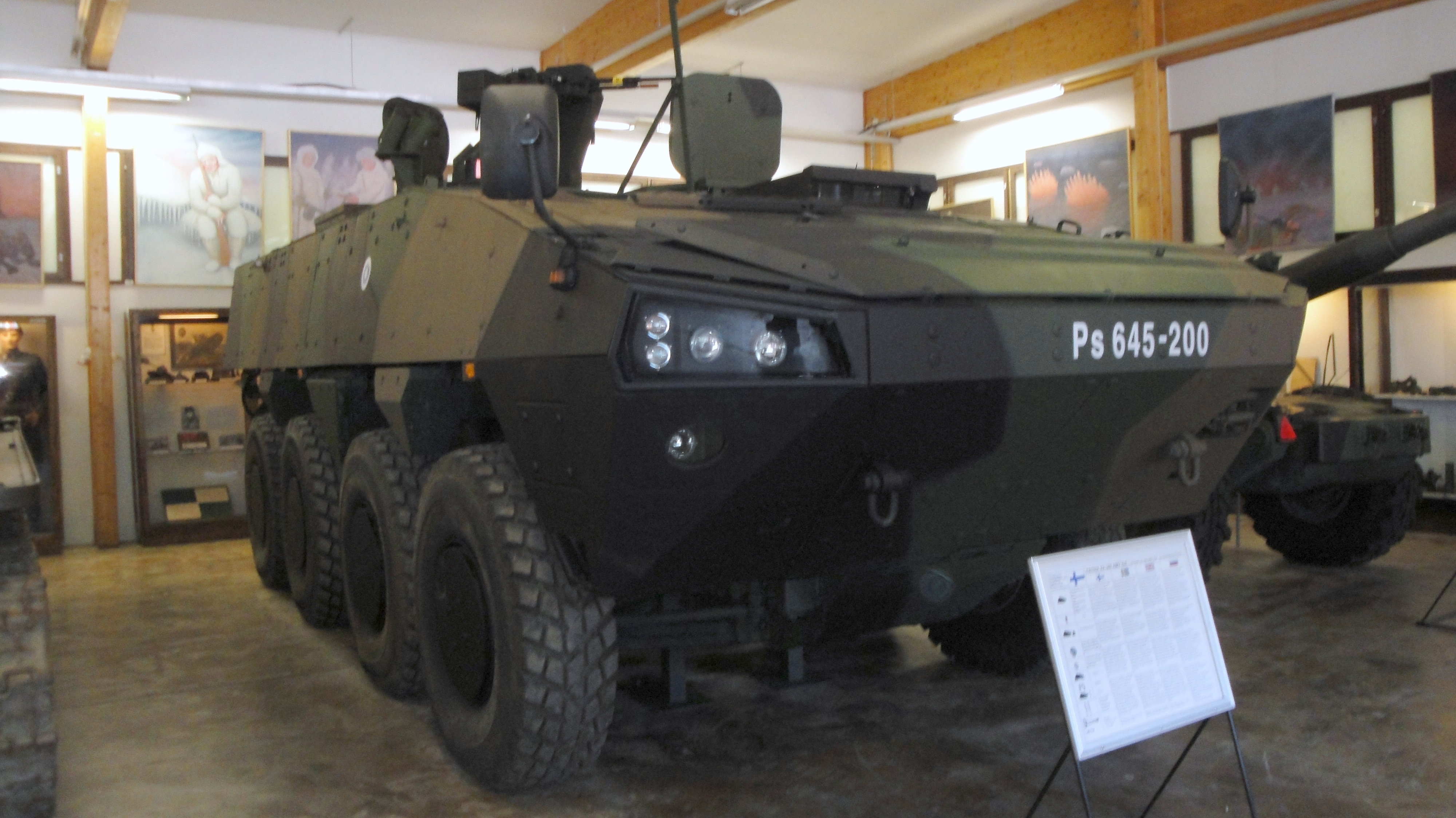
XA-360, depuis l'été 2011